# Herodova gozba (Donatello)
Herodova gozba je brončana reljefna skulptura koju je Donatello izradio oko 1425. godine. Nalazi se na krstionici katedrale u Sieni u Italiji. Jedna je od Donatellovih najranijih reljefnih skulptura i njegov prvi brončani reljef, te rano djelo rane renesanse koje predstavlja Brunelleschijevu linearnu perspektivu.

## Odlike
Ova je ploča najpoznatija od 6 ploča na krstionici fontane katedrale u Sieni, od kojih je svaku izradio drugi kipar. Lorenzo Ghiberti, koji je izvorno dobio posao njihove izrade, je uspio potaknuti i druge kipare da naporno rade, kao što je bio Sienski umjetnik Jacopo della Quercia. On je stvorio natjecateljsko okruženje koje bi ih potaknulo na izvanredan rad na svojim pločama. Nakon što je della Quercia kasnio s izradom, Donatello je unajmljen da izvede ploču koja je trebala prikazivati trenutak kada je glava Ivana Krstitelja iznesena pred kralja Heroda. Naime, prema Novom zavjetu, nakon što je Saloma tražila od Heroda Antipe glavu Ivana Krstitelja na pladnju, krvnika je kralju predstavio odrubljenu glavu. Donatello je odabrao prikazati kako Herod reagira u šoku, što je bila novina od ranijih prikaza ove teme. Također, u pozadini je prikazao ljude koji pripremaju glavu za kralja Heroda, stvarajući naraciju nekoliko prizora unutar jednog kadra i prikazavši obezglavljivanje Ivana Krstitelja bez da prikaže sam čin dekapitacije. No, najvažnije, na ovom reljefu Donatello se usredotočio na ljudske emocije tako detaljno i realno, što ga čini ne samo jednom od njegovih najvećih djela, već prema mnogima i jednim od velikih remek-djela renesanse.
Dodavanje arhitektonskih elemenata omogućilo je ugrađivanje linearne perspektive na scenu, što zauzvrat privlači pozornost važnim žarišnim točkama i brojkama. Donatello je bio inspiriran istraživanjem njegovog suvremenika Filippa Brunelleschija o linearnom sustavu perspektive koji uključuje ortogonalne (dijagonalne linije koje se susreću na središnjoj nestašnoj točki) i transverzalne linije (linije koje prelaze ove ortogonalne) koji rade zajedno kako bi privukli oko u nedogled i stvorili iluziju prostora na dvodimenzionalnoj površini. 
Način na koji je Donatello opisao prostor u kojem se događa scena bila je njegova upotreba visokog i niskog reljefa. Jedna tehnika koju je Donatello primijenio u Herodovoj bozbi bila je rilievo schiacciato (plitko urezivanje, koje je ranije koristio u krajoliku svojeg Sv. Jurja, za crkvu Orsanmichele u Firenci) kako bi stvorio atmosferski efekt i dao dojam veće dubine. Kako bi stvorio ovu dubinu Donatello se oslonio na kontrast između niskog i visokog reljefa. Uključivanje niskog reljefa, u arhitekturi slojevitih lukova i pozadinskih figura, omogućuje da se pojedini elementi doimaju daljima, a visoki reljef privlači pažnju na detaljnije likove u prvom planu.

## Vanjske poveznice
- Beth Harris i Steven Zucker, Donatello, Feast of Herod, Khan Academy video, 4.33 min